# Óli Holm
Óli Holm (født 15. april 1945 i Vágur)  er forhenværende lærer, viceskoleinspektør ved Vágs Skúli og politiker (T).

## Baggrund
Hans forældre var Alfred Holm fra Vágur og Elsa, født Larsen, fra Eiði. Han gik i skole i Vágur, og efter realeksamen var han sømand i to år fra 1961 til 1961, hvor han var med fiskeskibene Magnus á Gørðunum, Jógvan á Gørðunum og Saksaberg.
I 1963 flyttede han til Danmark for at læse til lærer, han var færdig med læreruddannelsen fra Nr. Nissum Seminarium i 1968. Holm blev ansat som lærer i skolen i Vágur 1968-1971, derefter boede han og familien i Sct. Jørgens skole i Holstebro 1971-73. I 1973 flyttede familien tilbage til Færøerne, hvor han blev ansat som viceskoleinspektør i Vágs skúli frá 1973 til han blev pensioneret.
Óli Holm er gift med Elise Holm fra Holstebro. De har fire børn: Dennis, John Hendrik, Kristina og Barbara. Dennis Holm blev borgmester fra 1. januar 2013 i Vágs kommuna. John Hendrik Holm blev ansat som skoleinspektør i Vágs skole i 2015. Den yngste datter, Barbara Holm, har været formand for Unga Tjóðveldið.
Som ung spillede han fodbold med Vágs Bóltfelag (klubben fusionerede med Sumba og hedder nu FC Suðuroy). I 1974 vandt han og VB Færøernes pokalturnering, som dengang kaldtes Ísafjarðarsúlan, men nu kaldes Løgmanssteypið (Lagmandspokalen). Senere var han bestyrelsesmedlem i fodboldklubben. Han har også været aktiv bordtennisspiller som ung. Holm spiller også bridge.

## Politik og tillidshverv
Óli Holm har været aktiv i Tjóðveldi i mange år. Han har ikke været valgt ind i Lagtinget, men han var kultur- og skoleminister for Tjóðveldi fra 14. juni 2001 til 6. juni 2002.
Han var formand for Fótbóltssamband Føroya (Færøernes Fodboldforbund) fra 2004 til 2008.
Han er desuden bestyrelsesmedlem i Suðuroyar Sparikassi.